# To Whom It May Concern (Al Stewart)
To Whom It May Concern (1966-1970) è una raccolta di Al Stewart pubblicata nel 1993

## Disco
Questo disco contiene tutte le tracce di Bedsitter Images (entrambe le versioni), Love Chronicles e Zero She Flies.
The Elf e Turn Into Earth fanno parte di un 45 giri pubblicato da Decca Records nel 1966 (Turn Into Earth è una canzone eseguita anche da The Yardbirds e presente nel loro LP omonimo del 1966, conosciuto anche come Roger the Engineer  o  Over Under Sideways Down).
Il booklet allegato è curato da Neville Judd.

## Tracce
Tutte le canzoni scritte da Al Stewart eccetto dove indicato
CD N. 1
1. The Elf
2. Turn Into Earth (Paul Samwell-Smith & Rosemary Simon)
3. Bedsitter Images
4. Swiss Cottage Manoeuvres
5. The Carmichaels
6. Scandinavian Girl
7. Pretty Golden Hair
8. Denise at 16
9. Samuel, Oh How You've Changed!
10. Cleave to Me
11. A Long Way Down From Stephanie
12. Ivich
13. Beleeka Doodle Day
14. Lover Man (Mike Heron)
15. Clifton in the Rain
16. In Brooklyn
17. Old Compton Street Blues
18. The Ballad of Mary Foster
19. Life and Life Only

CD N. 2
1. You Should Have Listened to Al
2. Love Chronicles
3. My Enemies Have Sweet Voices (Al Stewart & Pete Morgan)
4. A Small Fruit Song
5. Gethsemane, Again
6. Burbling
7. Electric Los Angeles Sunset
8. Manuscript
9. Black Hill
10. Anna
11. Room of Roots
12. Zero She Flies

## Musicisti
Vedi relativi album